# Rhipsalis cereoides
Rhipsalis cereoides är en kaktusväxtart som först beskrevs av Curt Backeberg och Voll, och fick sitt nu gällande namn av Curt Backeberg. Rhipsalis cereoides ingår i släktet Rhipsalis och familjen kaktusväxter. Inga underarter finns listade i Catalogue of Life.